# Jamal Abu al-Jediyan
Jamal Abu al-Jediyan, ook wel gespeld als Jamal Abu Al-Jidyan (Arabisch: جمال أبو الجديان) (ca. 1961 - Beit Lahiya, 11 juni 2007), was een Palestijnse politicus van de seculier-nationalistische politieke beweging Fatah.
Van deze Palestijnse organisatie was hij de algemeen secretaris in de noordelijke Gazastrook en daarmee de hoogste Fatah-vertegenwoordiger aldaar. Voorts was hij de voornaamste assistent van Fatah-topman Mohammed Dahlan en stond hij mede aan de wieg van de Al-Aqsa Martelarenbrigades waarvan hij senior lid was.
Op de avond van 11 juni 2007 werd de vijfenveertig jaar oude Jamal Abu al-Jediyan door aanhangers van de streng islamitisch-nationalistische Hamas uit zijn huis gesleurd en met 45 kogels dodelijk doorzeefd. Even later trof zijn drieëndertigjarige broer Majid Abu al-Jediyan hetzelfde lot.
Zijn dood vond plaats tegen de achtergrond van de in hevigheid toenemende gevechten tussen Hamas en Fatah in de Gazastrook. Zijn gewelddadig verscheiden leidde tot diverse dodelijke wraakacties van Fatah in dit Palestijns gebied.